# Freeman Ferrier Treleaven
Freeman Ferrier Treleaven, född 8 oktober 1884, död 30 oktober 1952, var en kanadensisk politiker och advokat. Han var borgmästare i Hamilton, Ontario från 1926 till 1927.